# Laura (lyžařské středisko)

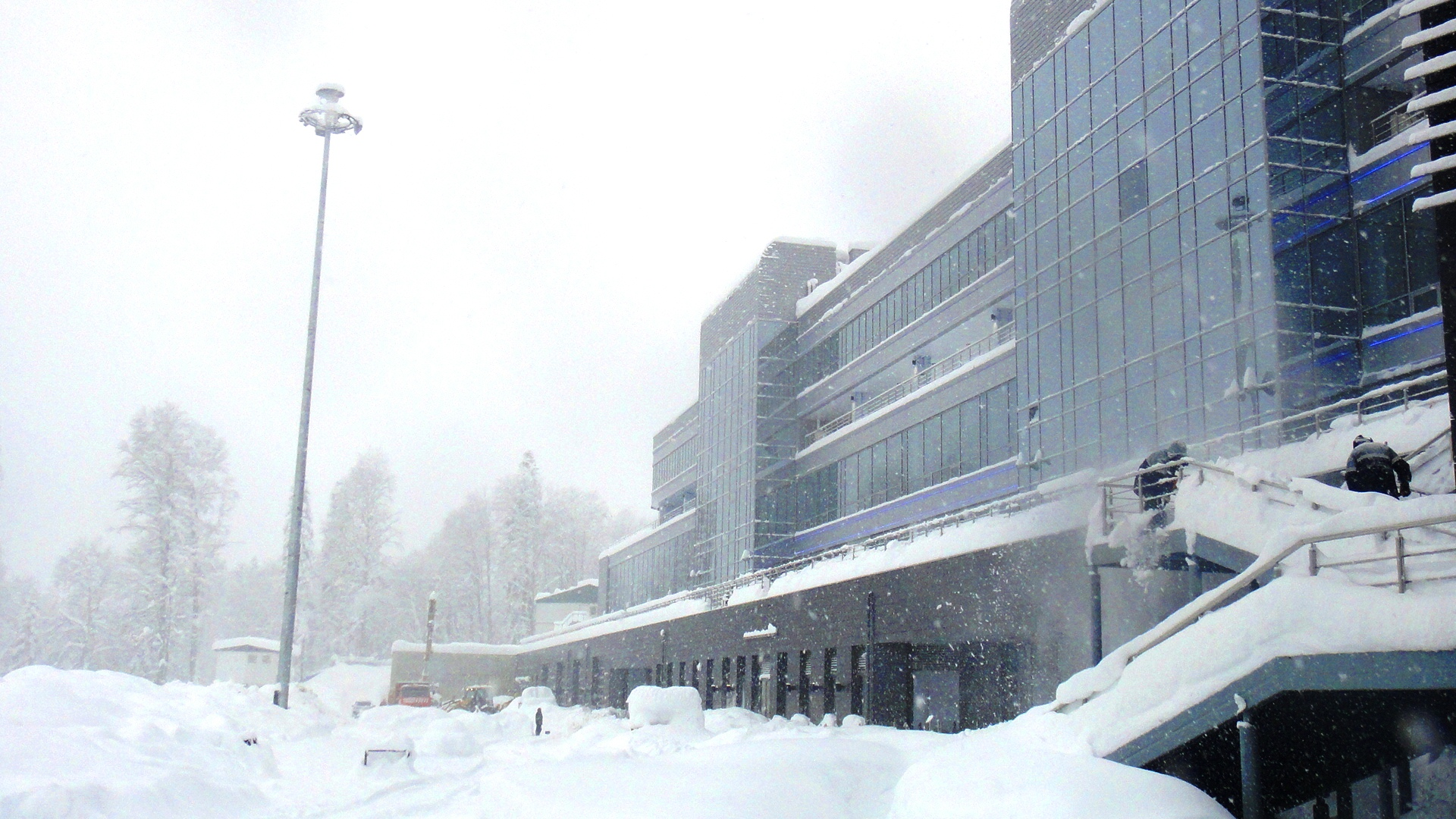
Biatlonový areál v roce 2012

Laura, oficiálním názvem Centrum biatlonu a běžeckého lyžování Laura, (rusky Комплекс для соревнований по лыжным гонкам и биатлону «Лаура» – Kompleks dlja sorevnovanij po lyžnym gonkam i biatlonu „Laura”) je lyžařské středisko v Rusku. Nachází se na svazích pohoří Psechako severovýchodně od Krasnoj Poljany v Krasnodarském kraji. Jedná se o lyžařské středisko vybudované pro pořádání Zimních olympijských her 2014 a Zimních paralympijských her 2014. Probíhaly zde závody v běhu na lyžích, biatlonu a běžecká část závodů v severské kombinaci. Středisko disponuje dvěma oddělenými běžeckými tratěmi pro lyžaře a pro biatlonisty, pro biatlonové závody je dále vybaveno střelnicí. K dispozici je zde divácká tribuna pro 7500 návštěvníků. Středisko Laura bylo do provozu uvedeno v roce 2013 a proběhly zde závody Světového poháru v běhu na lyžích a Světového poháru v biatlonu.